# Air Navigation and Engineering Company
Air Navigation and Engineering Company Limited (ANEC) fue un constructor de aviones británico, desde su formación en 1919 hasta 1927.

## Historia
La empresa se formó en 1919 cuando Blériot & SPAD Manufacturing Company Limited fue renombrada. La empresa tenía su sede en Addlestone, Surrey.
La compañía de aviones Blériot había abierto una fábrica en Addlestone durante la Primera Guerra Mundial para fabricar aviones SPAD y Avro, y en 1919 la compañía se convirtió en Air Navigation and Engineering Company Limited. Uno de los primeros productos fue un autociclo diseñado por Herbert Jones y W.D. Marchant llamado Blériot-Whippet.
En 1922, la compañía construyó un avión biplano de 10 asientos (el Handasyde H.2) en nombre de la Handasyde Aircraft Company Limited. La empresa construyó varios aviones ligeros; el primero, diseñado por W.S. Shackelton, fue el ANEC I, que voló en 1923. El avión se construyó en Addlestone y luego se envió por carretera a Brooklands para realizar pruebas de vuelo. La empresa dejó de producir aviones en 1926 y cerró en 1927.

## Diseños de aviones
- ANEC I (1923): monoplano ultraligero monomotor y monoplaza. Tres construidos
- ANEC II (1924): variante monomotor y biplaza del ANEC I. Uno construido.
- ANEC III (1926): avión de pasajeros o de correos biplano monomotor de seis pasajeros. Tres construidos.
- ANEC IV (1926): avión deportivo biplano monomotor. Uno construido.

## Diseños de automóviles
- Blériot-Whippet
- Eric Longden (marca de autociclos)